# يوهانس شتارك
يوهانس شتارك (Johannes Stark) (مواليد 15 أبريل، 1874 - 21 يونيو، 1957) كان عالم فيزياء ألماني. حصل على جائزة نوبل في الفيزياء عام 1919 عن أعماله في مجال اكتشاف تأثير دوبلر في أشعة القناة وفصل خطوط الطيف في الحقول الكهربائية، وتُعرف هذه الظاهرة بتأثير ستارك .

## روابط خارجية
- يوهانس شتارك على موقع الموسوعة البريطانية (الإنجليزية)
- يوهانس شتارك على موقع مونزينجر (الألمانية)
- يوهانس شتارك على موقع إن إن دي بي (الإنجليزية)